# Natalia Medvedeva (auteur)
Pour les articles homonymes, voir Medvedeva.
Natalia Medvedeva (en russe : Наталия Георгиевна Медведева), née le 14 juillet 1958 à Leningrad et morte le 3 février 2003, Moscou) est une poétesse, écrivaine et musicienne russe et une membre du groupe de rock Tribunal.

## Carrière
À l'âge de 17 ans, Medvedeva déménage à Los Angeles où elle trouve un emploi de mannequin, posant pour Playboy et pour la couverture de l'album The Cars en 1978,, et pour le quatrième album du même groupe, Shake It Up en 1981[réf. nécessaire].
Elle a  été mariée à Édouard Limonov, un romancier et chef du Parti national-bolchevique rencontré en 1982 à Los Angeles. Sa période à Los Angeles est décrite dans le roman Hotel California (1989). En 1982, Medvedeva déménage à Paris, et devient chanteuse dans un piano bar. Elle écrit de la poésie, des essais pour des magazines français, et publie deux romans en 1985 et 1987. En 1989 elle participe à un projet de poésie collective, The Last December 16, 1989, avec les poètes Oleg Prokofiev et Anton Koslov Mayr. Ce projet est publié la même année sous forme de livre par William Brui.
Au début des années 1990, Medvedeva se présente comme une correspondante de Novy Vzgliad en France,,,,,,.
En octobre 1993, au moment de la Crise constitutionnelle russe, Medvedeva est à l'origine d'un appel pour mettre un terme au siège de la Maison Blanche à Moscou. Une lettre ouverte signée par un certain nombre d'artistes et d'écrivains russes est publiée dans la presse française. Fin 1993, Medvedeva, suivant Limonov, déménage à Moscou. Ils se quittent en 1995, mais sans se divorcer officiellement. À la fin des années 1990, Medvedeva a une liaison avec Serguei Vysokosov, le guitariste du groupe de thrash metal Corrosia Metalla. Elle enregistre deux albums en Russie – Trubinal Natalii Medvedevoi (le Tribunal de Natalya Medvedeva) et A U Nikh Byla Strast (Ils eurent une passion). Elle crée également son propre groupe, Tribunal.
Au moment de sa mort, Medvedeva vit à Moscou. Elle meurt dans son sommeil d'une attaque cardiaque le 3 février 2003, à 44 ans. Ses cendres furent dispersées sur Saint Petersbourg, Paris et Los Angeles.

## Sur Natalia Medvedeva
- Thierry Marignac, Des chansons pour les sirènes, Essenine, Tchoudakov, Medvedeva, Saltimbanques russes du XXe siècle (avec la collaboration de Kira Sapguir), bilingue russe/français, trad. Thierry Marignac, postface Daniel Mallerin, l’Écarlate / Dernier terrain vague, 2012[12]